# Superkid
Pāman (パーマン?) è un manga creato da Fujiko Fujio, da cui sono state tratte due serie anime (di cui la seconda è nota in Italia con il titolo Superkid) ed alcuni film. 

## Storia
Mitsuo Suwa è un bambino stravagante, che riceve dal misterioso supereroe Birdman uno speciale elmetto che gli fornisce un'incredibile forza e lo rende capace di volare. Diventa così un supereroe, Perman (Superkid nella versione italiana dell'anime anni '80) e si dedica a combattere i criminali e le ingiustizie. In questa missione Mitsuo non è solo; infatti a lui si aggregano un bambino ciccione, una bambina e una scimmietta che posseggono un kit speciale composto da un casco che conferisce loro la forza, un mantello per volare e una ricetrasmittente a forma di P che, oltre a tenerli in contatto, consente anche la trasformazione. La cosa divertente è che hanno anche un robot che, se premuto il naso, si trasforma nella persona che ha spinto il pulsante prendendo così il suo posto; viene allora usato per fare le faccende di casa o andare a scuola ingannando i genitori, ignari di tutto questo.

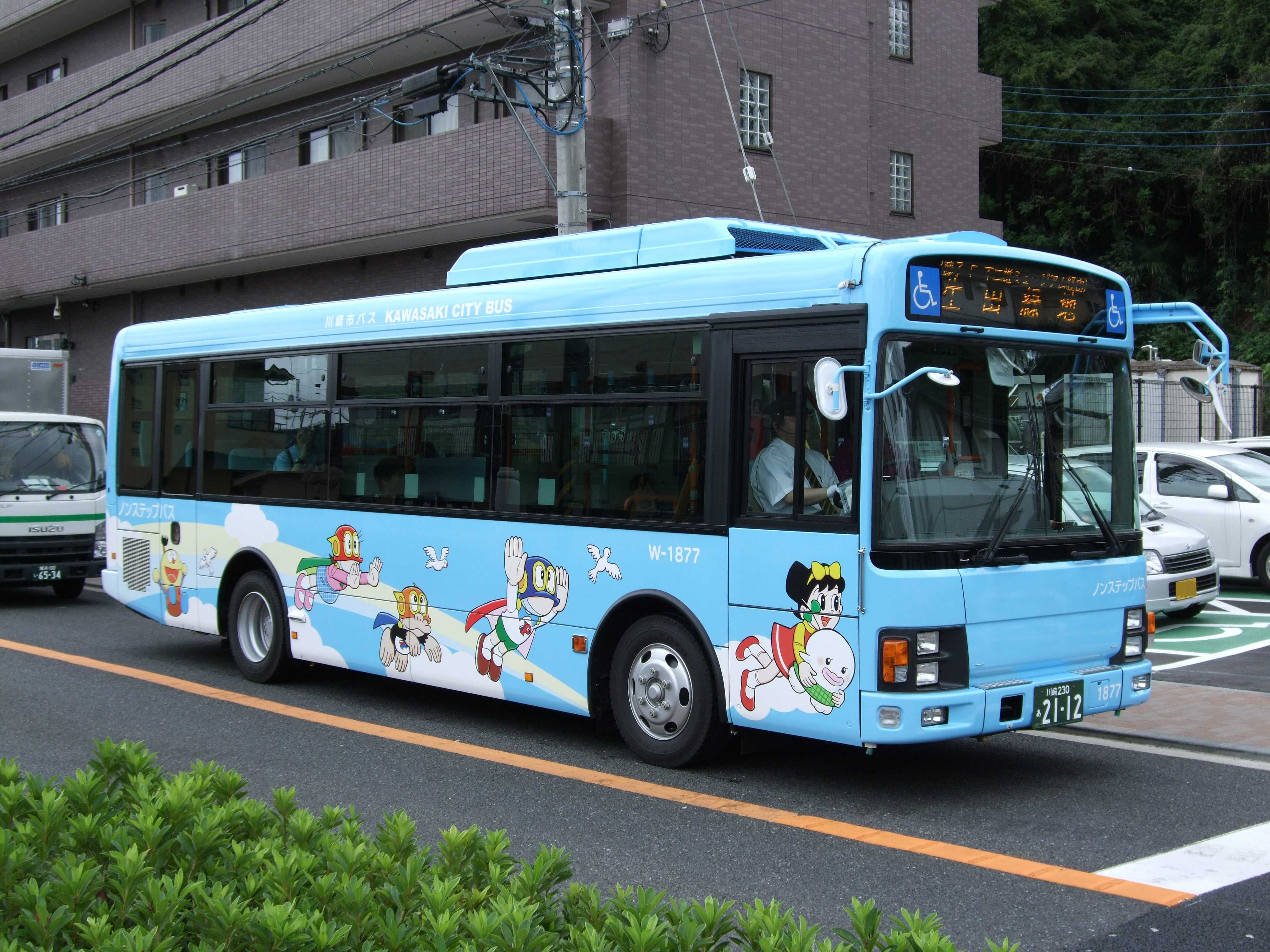
Bus del museo Fujio

## Personaggi principali
- Mitsuo Suwa, alias Perman (Superkid) - voce: Paola Del Bosco
- Booby (Superkid 2)
- Sumire Hoshino (Superkid 3) - voce: Eva Ricca
- Hōzen Ōyama (Superkid 4)
- Kōichi Yamada
- Superman (Birdman) - voce: Gioacchino Maniscalco
- Copy-robots
- Michiko "Mitchan" Sawada - voce: Eva Ricca
- Kabao - voce: Mimmo Palmara
- Sabu
- Signor Mantarō Suwa - voce: Mimmo Palmara
- Signora Miu Suwa - voce: Eva Ricca
- Ganko Suwa - voce: Vicky Morandi
- Senmensō
- Don Ishikawa
- Saien Mado

## Manga
La prima serie del manga è stata pubblicata dal dicembre 1966 al dicembre 1968 su varie riviste, spesso in contemporanea. Una seconda serie è cominciata ad aprile 1983 e continuata fino a marzo 1986.

## Anime

### Anime del 1967/1968
La prima serie animata di Superkid, realizzata in bianco e nero da Studio Zero e Tokyo Movie, è andata in onda dal 2 aprile 1967 al 14 aprile 1968, tutte le domeniche alle 19:30 sulla TBS, e comprende 54 episodi divisi in due segmenti ciascuno. Questa serie, oltre a non essere stata distribuita all'estero, è stata per molto tempo dimenticata anche in Giappone, e ne erano disponibili solo copie amatoriali di alcuni episodi, di qualità scarsa. È stata pubblicata per la prima volta in DVD in patria solo nel 2010, ed anche in questa raccolta alcuni episodi risultano rovinati, tagliati o perduti.

### Anime del 1983/1985
La seconda serie animata, realizzata a colori da Studio APU, comprende 526 episodi: i primi 513 sono lunghi 11 minuti e sono stati trasmessi in Giappone in uno spazio orario di un quarto d'ora dal lunedì al sabato, dal 4 aprile 1983 al 30 marzo 1985, su TV Asahi; quelli dal 514 al 526 durano invece 22 minuti e sono andati in onda dal 2 aprile al 2 luglio 1985.
Questa serie è stata anche in parte distribuita in Italia con il titolo Superkid e trasmessa circa dal 1985 su alcune televisioni locali, inizialmente del circuito Euro TV: l'emittente laziale Super 3 è stata l'ultima a replicarlo ancora negli anni 2000. L'edizione italiana storica comprende 51 episodi da 22 minuti ottenuti montando a coppie i primi 104 segmenti giapponesi (con alcune omissioni), mentre il resto della serie è rimasto inedito. Dopo alcuni anni di assenza, dal 16 aprile 2018 la serie è replicata nel contenitore Contactoons sulla syndication Universe, in versione restaurata e con il titolo Superkid, piccolo grande eroe.

#### Episodi
Nella lista seguente si segnala il numero dei segmenti giapponesi ed in parentesi la corrispondenza con gli episodi andati in onda tradizionalmente in Italia (ad esempio, 1a indica la prima parte della prima puntata italiana, 1b la seconda parte della stessa).
Nella messa in onda su Contactoons nel 2018, i segmenti vengono nuovamente rimontati a coppie per 50 episodi complessivi, seguendo meglio l'ordine giapponese: vengono omessi i segmenti 25 e 26 non doppiati all'epoca, il numero 29 "L'impostore" ed il numero 60 "Robot al soccorso".
| Nº       | Titolo italiano Giapponese 「Kanji」 - Rōmaji                                                      | In onda        | In onda |
| Nº       | Titolo italiano Giapponese 「Kanji」 - Rōmaji                                                      | Giapponese     |         |
| 1 (1a)   | Superkid eroe bambino 「パーマン登場！！」 - Paman tōjō!!                                          | 4 aprile 1983  |         |
| 2 (1b)   | Superkid giocatore di baseball 「野球はパーマン」 - Yakyū ha paman                                 | 5 aprile 1983  |         |
| 3 (2a)   | Il rapimento 「ガン子は迷探偵？！」 - Ganko ha mei tantei?!                                        | 6 aprile 1983  |         |
| 4 (2b)   | Arriva Superkid 2 「こんにちはパー子です」 - Konnichiwa, pako desu                                 | 7 aprile 1983  |         |
| 5 (3a)   | La visita del maestro 「先生がくる！！」 - Sensei gakuru!!                                         | 8 aprile 1983  |         |
| 6 (3b)   | Superkid lavora di notte 「追い出されたブービー」 - Oidasa reta būbi                               | 9 aprile 1983  |         |
| 7 (4a)   | Superkid 4 uomo d'affari 「パーヤンですねん」 - Payan desunen                                      | 11 aprile 1983 |         |
| 8 (4b)   | Il mistero di Superkid 3 「パー子の正体」 - Pako no shōtai                                         | 12 aprile 1983 |         |
| 9 (7a)   | L'uniforme rubata 「パーマン全員集合！！」 - Paman zen'inshūgō!!                                   | 13 aprile 1983 |         |
| 10 (7b)  | Attento all'acqua! 「水にご用心！！」 - Mizu nigo yōjin!!                                          | 14 aprile 1983 |         |
| 11 (8a)  | Superkid si comporta male 「悪い子パーマン」 - Warui ko paman                                      | 15 aprile 1983 |         |
| 12 (8b)  | S.O.S. 「ゲラゲラ丸ＳＯＳ」 - Geragera maru SOS                                                    | 16 aprile 1983 |         |
| 13 (5a)  | Superkid guardia del corpo 「やとわれパーマン」 - Yatoware paman                                   | 18 aprile 1983 |         |
| 14 (6a)  | La vecchietta e il rapitore 「帰ってきたおばあさん」 - Kaette kitaobaasan                          | 19 aprile 1983 |         |
| 15 (5b)  | Il bambino con la tromba 「ラッパとんでこい」 - Rappa tondekoi                                     | 20 aprile 1983 |         |
| 16 (6b)  | Una domenica da solo 「やさしいやさしい女の子」 - Yasashiiyasashii onnanoko                        | 21 aprile 1983 |         |
| 17 (9a)  | Il camion misterioso 「パーマンと謎のトレーラー」 - Paman to nazo no torera                        | 22 aprile 1983 |         |
| 18 (9b)  | Il vecchio ricco terrorizzato 「わたしの命はねらわれている」 - Watashino inochi hanerawareteiru    | 23 aprile 1983 |         |
| 19 (10a) | Io me ne vado 「パーマンやめたい」 - Paman yametai                                                 | 25 aprile 1983 |         |
| 20 (10b) | Il sottomarino affondato 「ウレッシャー号みつけた」 - Uressha gō mitsuketa                         | 26 aprile 1983 |         |
| 21 (?)   | La gara delle ragazze 「女のたたかい」 - Onna notatakai                                            | 27 aprile 1983 |         |
| 22 (?)   | Le vacanze di Superkid 「パーマンの休日」 - Paman no kyūjitsu                                      | 28 aprile 1983 |         |
| 23 (11a) | Il fantasma 「通り魔はだれだ？！」 - Toori ma hadareda?!                                           | 29 aprile 1983 |         |
| 24 (11b) | Il dottor Sleepo 「怪人ネタボール」 - Kaijin netabōru                                              | 30 aprile 1983 |         |
| 25       | 「箱入りむすこ」 - Hakoiri musuko                                                                  | 2 maggio 1983  |         |
| 26       | 「おれをパーマン５号にしろ」 - Orewo paman 5 gō nishiro                                            | 3 maggio 1983  |         |
| 27 (12a) | Superkid trova un lavoro 「パーマンのアルバイト」 - Paman no arubaito                              | 4 maggio 1983  |         |
| 28 (12b) | Qual è il vero Mitsuo? 「どちらがコピー？！」 - Dochiraga kopi?!                                   | 5 maggio 1983  |         |
| 29 (13a) | L'impostore 「にせ者パーマン」 - Nise mono paman                                                   | 6 maggio 1983  |         |
| 30 (13b) | Superkid si dimette 「パーマンはつらいよ」 - Paman hatsuraiyo                                      | 7 maggio 1983  |         |
| 31 (37a) | I genitori di Superkid 「発見！パーマンのパパとママ」 - Hakken! Pāman no papa to mama              | 8 maggio 1983  |         |
| 32 (37b) | I falsari 「ニセ札犯人を追え！！」 - Nise-satsu han'nin o oe!!                                     | 8 maggio 1983  |         |
| 33 (38a) | Mitsuo è un eroe 「それでもミツ夫はやる！」 - Soredemo mitsu otto hayaru!                          | 11 maggio 1983 |         |
| 34 (38b) | Il ninja 「忍者でござる」 - Ninja degozaru                                                         | 12 maggio 1983 |         |
| 35 (14a) | Il coccodrillo gentile 「ワニ故郷へ帰る」 - Wani furusatohe kaeru                                  | 13 maggio 1983 |         |
| 36 (14b) | Sepolto vivo 「生き埋めパーマン」 - Ikiume paman                                                   | 14 maggio 1983 |         |
| 37 (39a) | La fuga di Kuku 「ミッちゃんの逃げたオウム」 - Mitsu channo nige ta ōmu                            | 16 maggio 1983 |         |
| 38 (39b) | Una notte insonne 「真夜中のお風呂騒動」 - Mayonaka noo furo sōdō                                  | 17 maggio 1983 |         |
| 39 (40a) | Una gita in montagna 「遠足なんて大きらい！」 - Ensoku nante ooki rai!                             | 18 maggio 1983 |         |
| 40 (40b) | Il punto decisivo 「ホームランボールはぼくのもの」 - Hōmuranbōru habokunomono                      | 19 maggio 1983 |         |
| 41 (41a) | In cerca di un dinosauro 「恐竜さがし」 - Kyōryū sagashi                                           | 20 maggio 1983 |         |
| 42 (41b) | Superkid rapinatore di banche 「パーマンが銀行ギャング？！」 - Paman ga ginkō gyangu?!             | 21 maggio 1983 |         |
| 43 (42a) | I borsaioli 「スリを捕まえろ！」 - Suri wo tsukama ero!                                            | 23 maggio 1983 |         |
| 44 (42b) | Il rapitore di bambole 「パーマンになれない」 - Paman ninarenai                                    | 24 maggio 1983 |         |
| 45 (44a) | La casa misteriosa 「とんだからくり屋敷！？」 - Tondakarakuri yashiki!?                            | 25 maggio 1983 |         |
| 46 (44b) | Il campione di judo 「パーマンと柔道マン」 - Paman to jūdō man                                     | 26 maggio 1983 |         |
| 47 (45a) | Il fantasma della scuola 「パーマンの学校探検」 - Paman no gakkō tanken                            | 27 maggio 1983 |         |
| 48 (45b) | Giorno di festa 「みこしだ！ワッショイ！！」 - Mikoshida! wasshoi!!                                | 28 maggio 1983 |         |
| 49 (15a) | Caccia allo squalo 「南の島のサメ退治」 - Minami no shima no same taiji                            | 30 maggio 1983 |         |
| 50 (15b) | Sharoku il detective 「かなしい勝利」 - Kanashii shōri                                             | 31 maggio 1983 |         |
| 51 (16a) | Odio le lumache 「あのガン子のこわい物は？」 - Ano gan ko nokowai mono ha?                         | 1º giugno 1983 |         |
| 52 (16b) | Il grande scrittore 「小説家には注意しろ」 - Shōsetsuka niha chūi shiro                            | 2 giugno 1983  |         |
| 53 (17a) | Anche i robot si innamorano 「コピーロボットが恋をした！？」 - Kopirobotto ga koi woshita!?        | 3 giugno 1983  |         |
| 54 (17b) | Una fotografia di Superkid 「パーマンを写そう」 - Paman wo utsuso u                                | 4 giugno 1983  |         |
| 55 (18a) | Superkid 2, star del circo 「サーカスの星ブービー」 - Sakasu no hoshi būbi                         | 6 giugno 1983  |         |
| 56 (18b) | Ganko va a fare spese 「ガン子にゃ負けたよ」 - Ganko nya maketa yo                                 | 7 giugno 1983  |         |
| 57 (19a) | L'amico famoso di Mitsuo 「わが友有名人」 - Waga tomo yūmeijin                                     | 8 giugno 1983  |         |
| 58 (19b) | Il distintivo perduto 「消えたパーマンバッジ」 - Kieta pāmanbajji                                  | 9 giugno 1983  |         |
| 59 (20a) | Super nonnina 「モーレツ婆さんがやって来た」 - Mōretsu bāsan ga yattekita                          | 10 giugno 1983 |         |
| 60 (20b) | Robot al soccorso 「特訓はコピーロボットで」 - Tokkun wa kopīrobotto de                            | 11 giugno 1983 |         |
| 61 (21a) | Il rivale di Superkid 「タヌキ警部登場！」 - Tanuki keibu tōjō!                                    | 13 giugno 1983 |         |
| 62 (21b) | L'uomo che voleva diventare presidente 「ねん土細工と大統領」 - Nendo-zaiku to daitōryo            | 14 giugno 1983 |         |
| 63 (22a) | Focacce e manette 「手錠とホットケーキ」 - Tejō to hottokēki                                       | 15 giugno 1983 |         |
| 64 (22b) | Sabu cambia aspetto 「サブとパーマン」 - Sabu to pāman                                             | 16 giugno 1983 |         |
| 65 (23a) | Superkid il tuttofare 「べんり屋パーマン」 - Be nri-ya pāman                                       | 17 giugno 1983 |         |
| 66 (23b) | Il segreto del costume di Superkid 「パーマンセットの秘密」 - Pāmansetto no himitsu                | 18 giugno 1983 |         |
| 67 (24a) | Il capolavoro di Mitsuo 「とんだ写生会」 - Tonda shasei-kai                                        | 20 giugno 1983 |         |
| 68 (24b) | Un'avventura in una giornata di pioggia 「雨の日のパーマン」 - Ame no hi no pāman                  | 21 giugno 1983 |         |
| 69 (26a) | Ladri alle terme 「温泉は疲れるよ」 - Onsen wa tsukareru yo                                        | 22 giugno 1983 |         |
| 70 (26b) | Lezioni private 「家庭教師はもうごめん」 - Kateikyōshi wa mō gomen                                 | 23 giugno 1983 |         |
| 71 (25a) | Una gita dalla nonna 「ガン子一人旅」 - Ganko hitoritabi                                           | 24 giugno 1983 |         |
| 72 (25b) | Superkid al polo nord 「氷を運ぶパーマン」 - Kōri o hakobu pāman                                   | 25 giugno 1983 |         |
| 73 (27a) | Avventura alle piramidi 「ピラミッド探検」 - Piramiddo tanken                                      | 27 giugno 1983 |         |
| 74 (27b) | Superkid fa il fattorino 「なんでもパーマン」 - Nandemo pāman                                      | 28 giugno 1983 |         |
| 75 (28a) | La banda dei topi 「ぼくだって遊びたい」 - Boku datte asobitai                                     | 29 giugno 1983 |         |
| 76 (28b) | L'appuntamento di Superkid 4 「節約デート」 - Setsuyaku dēto                                       | 30 giugno 1983 |         |
| 77 (29a) | Il miglior compito di Mitsuo 「ママって何にもわかっちゃいない」 - Mama-ttenani ni mo wakatcha inai | 1º luglio 1983 |         |
| 78 (29b) | Il club "Amici di Superkid" 「パーマンのファンクラブ」 - Pāman no fankurabu                        | 2 luglio 1983  |         |
| 79 (30a) | La riunione in classe della mamma 「あこがれの先生」 - Akogare no sensei                           | 4 luglio 1983  |         |
| 80 (30b) | Kuku impara un segreto 「秘密を知ったクック」 - Himitsu o shitta Kukku                             | 5 luglio 1983  |         |
| 81 (31a) | Il pesce raro 「怪魚シーラゴンスは釣れたか？！」 - Kai-gyo shīragonsu wa tsuretaka?!               | 6 luglio 1983  |         |
| 82 (31b) | L'autografo smarrito 「アイドルからのラブサイン」 - Aidoru kara no rabusain                        | 7 luglio 1983  |         |
| 83 (32a) | L'incredibile dottor Faccia 「怪人千面相現わる！」 - Kaijin senen aiara waru!                      | 8 luglio 1983  |         |
| 84 (32b) | Superkid 4 e il servizio trasporti 「パーヤン観光ですねん」 - Pāyan kankōdesu nen                  | 9 luglio 1983  |         |
| 85 (33a) | Il cattivo gentile 「やさしい悪役」 - Yasashī akuyaku                                              | 11 luglio 1983 |         |
| 86 (33b) | Il sindacato robot 「コピーロボット全員集合」 - Kopīrobotto zen'in shūgō                           | 12 luglio 1983 |         |
| 87 (34a) | Malessere estivo 「夏バテパーマン」 - Natsu batepāman                                              | 13 luglio 1983 |         |
| 88 (34b) | Il primo amore di Boobee 「初恋ブービーてんまつ記」 - Hatsukoi būbī ten matsu-ki                   | 14 luglio 1983 |         |
| 89 (35a) | Avventura ai bagni pubblici 「お風呂やさんは大騒ぎ」 - O furo ya-san wa ōsawagi                    | 15 luglio 1983 |         |
| 90 (35b) | Superkid nelle montagne rocciose 「パーマンのロッキー便り」 - Pāman no rokkī tayori                | 16 luglio 1983 |         |
| 91 (43a) | Una moglie per il maestro 「先生の花嫁をさがせ」 - Sensei no hanayome o sagase                     | 18 luglio 1983 |         |
| 92 (43b) | Fratelli e sorelle si devono aiutare 「兄妹は助け合わなくちゃ」 - Kyōdai wa tasukeawanakucha       | 19 luglio 1983 |         |
| 93 (36a) | La lite di Mitsuo e Superkid 2 「パーマンとブービーのけんか」 - Pāman to būbī no kenka             | 20 luglio 1983 |         |
| 94 (36b) | La gita al mare 「パーマン海へ行く」 - Pāman umi e iku                                             | 21 luglio 1983 |         |
| 95 (?)   | Il desiderio di Superkid 2 「ウキィ！ブービーの変身」 - Ukyi! Būbī no henshin                      | 22 luglio 1983 |         |
| 96 (?)   | Inseparabili 「つながれたパーマン」 - Tsunaga reta pāman                                           | 23 luglio 1983 |         |
| 97 (?)   | Il mal di denti 「歯痛のパーマン」 - Shitsū no pāman                                               | 25 luglio 1983 |         |
| 98 (?)   | Chi non dorme non piglia pesci 「パーマンの早起き大作戦」 - Pāman no hayaoki daisakusen            | 26 luglio 1983 |         |
| 99 (?)   | La tintarella 「日焼けパーマン」 - Hiyake pāman                                                    | 27 luglio 1983 |         |
| 100 (?)  | L'evasione 「千面相の脱獄」 - Sen mensō no datsugoku                                               | 28 luglio 1983 |         |
| 101 (?)  | Gli occhiali di Ganko 「ガン子のメガネ大好き」 - Ganko no megane daisuki                           | 29 luglio 1983 |         |
| 102 (?)  | Superkid fa troppe promesse 「パーマンは大忙し」 - Pāman wa ōisogashi                              | 30 luglio 1983 |         |
| 103 (?)  | La gara di modellismo 「ラジコンブービー」 - Rajikonbūbī                                           | 1º agosto 1983 |         |
| 104 (?)  | Mitsuo impara a nuotare 「しょっぱい友情」 - Shoppai yūjō                                          | 2 agosto 1983  |         |

Tutti gli episodi giapponesi seguenti sono inediti in Italia.

#### Sigle
Nell'edizione italiana si sono mantenute le sigle originali giapponesi:
- in apertura, Kite yo Perman (testo: Fujiko F. Fujio, musica: Yoshiaki Furuta, arrangiamento: Akihiko Takashima), cantata da Katsue Miwa;
- in chiusura, Perman wa soko ni iru (testo: Mitsuhiko Kuze, musica: Yoshiaki Furuta, arrangiamento: Akihiko Takashima), cantata da Yoshiaki Furuta.

Nel 2018 è stata realizzata una sigla italiana per le trasmissioni nel contenitore Contactoons su CafèTV24 intitolata Super Kid, piccolo grande eroe, cantata da Santo Verduci.